# Wickershain
Wickershain ist ein Ortsteil der Stadt Geithain im Landkreis Leipzig (Freistaat Sachsen). Er wurde am 1. Januar 1974 eingemeindet.

## Geografie

### Geografische Lage und Verkehr
Wickershain liegt südöstlich von Geithain an der Eula. Die Bebauung geht im Norden nahtlos in Geithain über. Wickershain liegt zwischen der Bundesautobahn 72 im Westen und der Bahnstrecke Neukieritzsch–Chemnitz im Osten. Nördlich des Orts verläuft die Bundesstraße 7.

### Nachbarorte
|           | Geithain                                    | Königsfeld, Köttwitzsch |
| Geithain  | Kompassrose, die auf Nachbargemeinden zeigt | Stollsdorf              |
| Bruchheim | Seifersdorf                                 | Breitenborn             |

## Geschichte

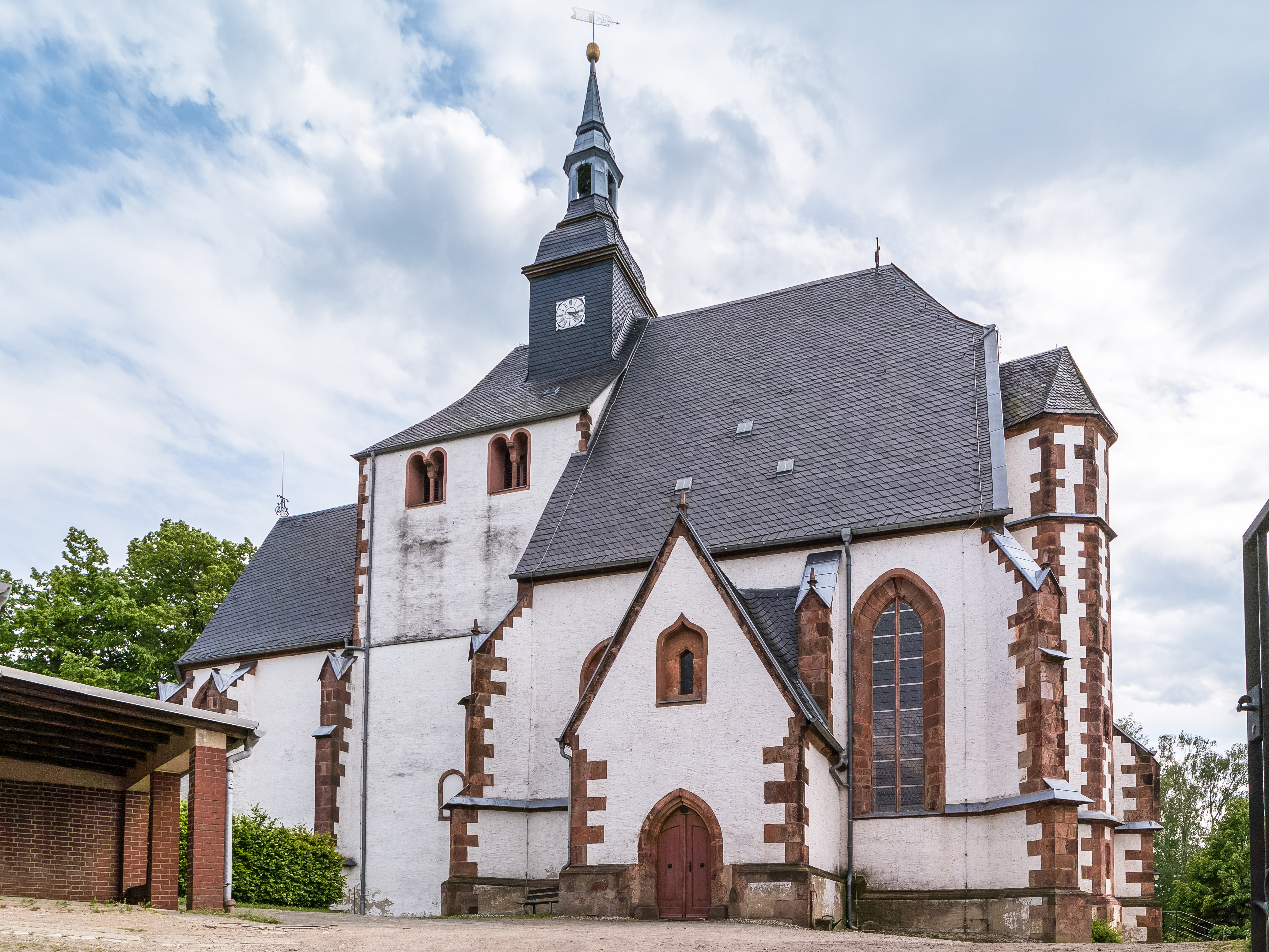
Wickershain, Kirche St. Marien

Das Waldhufendorf Wickershain wurde im Jahr 1135 als „Wiggershagen“ erstmals urkundlich erwähnt. Die Grundherrschaft über den Ort war vor 1764 geteilt. Sie wurde ausgeübt durch die Pfarre und den Rat zu Geithain, den Rat zu Rochlitz, den Rat zu Penig und dem Rittergut Königsfeld. Ein weiterer Teil unterstand als Amtsdorf direkt dem Amt Rochlitz. Von 1764 bis 1856 gehörte Wickershain komplett als Amtsdorf zum kursächsischen bzw. königlich-sächsischen Amt Rochlitz. Bei den im 19. Jahrhundert im Königreich Sachsen durchgeführten Verwaltungsreformen wurden die Ämter aufgelöst. Dadurch kam Wickershain im Jahr 1856 unter die Verwaltung des Gerichtsamts Geithain und 1875 an die neu gegründete Amtshauptmannschaft Borna.
Durch die zweite Kreisreform in der DDR im Jahr 1952 wurde die Gemeinde Wickershain dem Kreis Geithain im Bezirk Leipzig angegliedert. Am 1. Januar 1974 wurde Wickershain nach Geithain eingemeindet. Als Ortsteil der Stadt Geithain gehörte Wickershain seit 1990 zum sächsischen Landkreis Geithain, der 1994 im neu gebildeten Landkreis Leipziger Land und 2008 im Landkreis Leipzig aufging.

## Sehenswürdigkeiten
- Kirche St. Marien

## Persönlichkeiten
- Christian Gottlob Fritzsche (1819–nach 1885), Lehrer und Autor